# Гајрет
Гајрет (тур. qayret, арап. gayra: труд, напор, марљивост) је било културно-просветно друштво основано 20. фебруара 1903. године у Сарајеву, с циљем пружања подршке муслиманским ученицима средњих и високих школа у Босни и Херцеговини током Аустроугарске управе. Оснивачи Гајрета су били Сафвет-бег Башагић и Едхем Мулабдић. Иако је био под утјецајем различитих политичких струја, укључујући блискост с режимом Карађорђевића, остао је упамћен као једна од најважнијих институција Бошњака. Оснивање Гајрета представљало је значајан корак у културном и просветном животу Бошњака. Његов допринос на овом пољу оставио је трајни печат у историји Босне и Херцеговине. Друштво је пружало стипендије ученицима, а касније је проширило своје деловање оснивањем конвиката (ђачких домова) за средњошколце у Сарајеву, Мостару, Тузли, Бањалуци, Бихаћу и Фочу. Друштво је имало и своје гласило, часопис Гајрет. Лист је покренут 15. августа 1907. године, штампан ћирилицом и латиницом и излазио једном месечно. Друштво је такође основало своју библиотеку и банку под називом Гајрет–банка. Организовани су и различити течајеви, укључујући оне за описмењавање и пропагирање задругарства.
Године 1921. године организација Гајрета проширена је и на територију некадашњег Новопазарског санџака. Исте године, именовани су Гајретови повереници за многе градове у том крају, а наредних година дошло је и до формирања месних одбора у свим већим местима рашке области односно Санџака. Године 1923. основан је Београдски Гајрет Осман Ђикић, с циљем да помаже муслиманску младеж из Босне и Херцеговине на Универзитету и другим високим школама у Београду. Оснивање су иницирали угледни муслимански јавни радници у Београду и на тај начин омогућили да се један велики број муслимана студената као и студенткиња упише и школује. Дугогодишњи председник Београдског гајрета Осман Ђикић био је Ђурађ Јосифовић, генерал у пензији. На ово место изабран је 1928. и на тој дужности је остао све до престанка рада Друштва, 1941. године.

## Историја
На прелазу из 19. у 20. век међу свим народима у Босни и Херцеговини појавила се потреба да се, уз певачка друштва, читаонице и ђачке домове, пронађу нове форме организованог културног и просветног деловања међу ђачком и студентском омладином. Иницијатива за оснивање једног бошњачког друштва за помагање сиромашним ђацима средњих и виших школа потекла је 1900. године од стране два бошњачка академика, браће Ахмед-бега и Ибрахим-бега Дефтердаревића, па је 1903. године основано културно-просветно друштво Гајрет..
Развој културно-просветног друштва Гајрет одвијао се у три фазе.: 
- Прва фаза обухвата време када се Осман Ђикић са својим сарадницима трудио да испуни школске клупе и убеди становништво да се школује.
- У другој фази Гајретовог рада наставља се промовисање школовања омладине, покрећу се аналфабетски курсеви и предавања, унапређује се народна радиност и привреда преко занатских школа и задруга. Ову фазу Гајретовог развоја карактерише и рад на еманципацији бошњачких жена, које у овом периоду нису имале прилику за културну еманципацију.
- Трећа фаза трајала је од 1939. године. Она је предвиђала социјалне промене које ће пресудно утицати на све народе, па тако и на Бошњаке, због чега их позива на опште, образовно и национално буђење.

Оснивачка скупштина Гајрета одржана је 20. фебруара 1903. године. Оснивачи Друштва су били Сафвет-бег Башагић и Едхем Мулабдић, који су били оснивачи и првог породичног муслиманског листа Бехар 1900. За првога председника је изабран др. Сафвет-бег Башагић, чиме је победу однела она групабошњачке интелигенције која се залагала за савремено образовање и усвајање тековина западноевропске културе. Кроз деловање културно-просветних друштава настојало се еманциповати становништво у смеру образовних вредности. После атентата на аустроугарског престолонаследника Франза Фердинанда Гајрет је у јулу 1914. године распуштен, јер је био означен као просрпски. Његово деловање обновљено је тек у фебруару 1919.
Стварањем Краљевине Срба, Хрвата и Словенаца, настали су услови за просветни и културни напредак муслимана у целој држави, на принципима и достигнућима европске цивилизације, али и схватању свог порекла и стварног положаја у заједничкој држави. Према Правилима из 1921. године, Гајрет је добио дозволу да своју организацију прошири и изван Босне и Херцеговине, на територији читаве новостворене државе. Ово је посебно значајно за Гајретово деловање у крајевима настањеним становништвом исламске вероисповести, а што се првенствено односи на Рашку област, Црну Гору и Македонију. Организација Гајрета проширена је и на територију некадашњег Новопазарског санџака. Исте године, именовани су Гајретови повереници за многе градове у том крају, а наредних година дошло је и до формирања месних одбора у свим већим местима рашке области односно Санџака. У настојању да учини Гајрет упориштем званичне политике, 1923. извршена је смена у Главном одбору Друштва и у њега су ушли прорежимски људи. Исте године друштво добија покровитељство престолонасљедника Петра, а тиме и повољнији третман код званичне власти. Исте године у Београду је основан Гајретов огранак — Београдски Гајрет Осман Ђикић, с циљем да привуче студенте Бошњаке на Београдски универзитет. У Главни одбор ушла су позната имена ондашњег културног и јавног живота Београда, чиме је овај огранак све више финансиран државним средствима и уз извесну личну помоћ краља.
И у својим наредним фазама Гајрет је примао питомце у интернате, додељивао стипендије и на тај начин утицао на бројно јачање бошњачке интелигенције. До 1940. Гајрет је школовао више од 6.000 полазника у средњим, стручним и високим школама, што је чинило две трећине бошњачке интелигенције у Босни и Херцеговини и Санџаку. И поред тога, просветно стање Бошњака било је незадовољавајуће. Посебно се осећала потреба за учитељима и наставницима из бошњачких кругова.
Током Другог светског рата у Независној Држави Хрватској рад Гајрета је, као друштва просрпске оријентације забрањен, док је повлашћен статус добило просветно муслиманско друштво Народна узданица, које је било прохрватски оријентисано.

### Гајрет и Соколски савез
Од стварања Гајрета његови чланови су били носиоци соколског гимнастичког система, јер су они били старешине муслиманских соколских друштава. Хамдија Милић је у листу Гајрет писао о соколству, а сам лист је позивао на оснивање соколских друштава. Осман Ђикић је 1909. у Мостару основао Муслимански соко. У Сарајеву је Муслимански соко основан 1911. године. Дошло је до одвајања чланова и створено је ново друштво — Муслиманско соколско друштво Ђерђелез. На челу новог друштва био је Авдо Сумбул, уредник и секретар листа Гајрет. Авдо Сумбул водио је друштво до распуштања 1914. У сличним приликама настала су муслиманска соколска друштва у Бијељини, Високом, Требињу, Рогатици и Невесињу, као и у Тузли, Чапљини, Стоцу, Маглају, Бањалуци и Брчком.

### Гашење Гајрета
После Другог свјетског рата, већ у пролеће 1945. године, Главни одбор Муслимана Босне и Херцеговине дао је иницијативу за оснивање једног културно-просветног друштва у оквиру којег би се објединиле све интелектуалне снаге, како бившег Гајрета, тако и Народне узданице. Поводом тога у Сарајеву је 13. септембра 1945. одржана оснивачка скупштина новог, јединственог Културног друштва Муслимана Препород. Дан касније, 14. септембра 1945, Гајрет и Народна узданица засебно су одржали своје последње скупштине на којима је донета одлука о приступању новоформираном друштву Препород.
Неколико година касније, на пленарној седници Главног одбора Препорода 23. марта 1949. прихваћена је препорука Међудруштвеног одбора, који је координисао рад националних културно просветних друштава у БиХ, Препорода (муслиманско), Напретка (хрватско) и Просвјете (српско), да се укину национална културна друштва. Тиме је званично престао рад Препорода и других националних друштава. Сва њихова имовина прешла је у власништво новоформиранога Савеза културно-просвјетних друштава Босне и Херцеговине. Свој рад јеПрепород обновио 1990. године.

## Часопис
Културно-просветно друштво Гајрет је имало и своје гласило, истоимени часопис Гајрет. Лист је покренут 15. августа 1907. године, штампан ћирилицом и латиницом и излазио једном месечно. Многи познати интелектуалци и књижевници дали су свој допринос оснивању и деловању часописа Гајрет. Између осталих, то су били Едхем Мулабдић, Мустај-бег Халилбашић, Осман Ђикић, Мурат Сарић, Авдо Сумбул, Шукрија Куртовић, Абдурезак Хифзи Бјелевац, Хамза Хумо, Хамид Кукић, Адемага Мешић и други.

## Утицај политике
Године 1907. Друштво преузимају присталице Муслиманске народне организације, који промовишу српски идентитет међу словенским муслиманима у Аустроугарској . После стварања заједничке државе 1918. политизовање рада Гајрета и даље се наставило. Од 1923. званични покровитељ Гајрета је био престолонаследник Петар II Карађорђевић. После шестојануарске диктатуре, на подстицај из Београда, на својој годишњој скупштини од 7. јула 1929. године друштво је прозвано Српско муслиманско просвјетно-културно друштво Гајрет. Организација је муслимане сматрала „Србима без довољно изграђене националне свијести”. Истовремено је државни врх Гајрет сматрао врло погодним инструментом „национализовања ” муслимана, посебно школске и студентске омладине, у правцу српске велико државне политике. Без обзира на Гајретову политичку оријентацију, он је од самога почетка деловао на прогрес Бошњака на културном и васпитно-образовном пољу.
Главни ривал Гајрету била је прохрватска муслиманска организација Народна узданица, основана 1923. године основана из незадовољства због рада Гајрета као друштва „Срба исламске вјероисповијести”, као одговор на државно протежирање Гајрета.
Промовисало је српски идентитет међу словенским муслиманима у Аустроугарској (данашњој Босни и Херцеговини). Након 1929. године, друштво је било позната као  Организација је муслимане сматрала Србима без довољно изграђене националне свијести. Став да су муслимани по народности Срби вјероватно је најстарији од три етничке теорије међу самим босанским муслиманима. Након аустроугарске окупације Босне и Херцеговине, босански муслимани, осјећајући угроженост од католичких Хабзбурговаца, успостављају неколико организација. Међу њима су, поред Гајрета, Муслиманска народна организација (1906) и Уједињена муслиманска организација (1911). Главни ривал била је прохрватска муслиманска организација Народна узданица, основана 1924. године. Камен темељац новог дома у Сарајеву је освећен 4. августа 1935.
Током Другог свјетског рата, друштво је забранила Независна Држава Хрватска. Неки чланови, некомунисти, придружили су се или су сарађивали са партизанима (као што су М. Суџука, З. Шарац, Х. Бркић, Х. Ћемерлић и М. Заимовић). Исмет Поповац се придружио четницима.

## Значајни чланови
- Осман Ђикић (оснивач)
- Сафвет-бег Башагић (оснивач)
- Едхем Мулабдић (оснивач)
- Осман Нури Хаџић
- Исмет Поповац
- Мухамед Суџука
- Заим Шарац
- Хусеин Бркић
- Хамдија Ћемерлић
- Мурат-бег Заимовић
- Авдо Хасанбеговић, председник Гајрета